# سیارک ۷۵۰۰
سیارک ۷۵۰۰ (به انگلیسی: 7500 Sassi، نامگذاری:1996TN) هفت هزار و پانصدمین سیارک کشف شده‌است که در ۳ اکتبر ۱۹۹۶ کشف شد.
قدر مطلق سیارک برابر ۱۳٫۵۰ است.